# Katha
Katha (Kathasakha), är en till "Svarta Yajurveda" hörande skola, inom vars krets den redaktion av nämnda veda uppstått, som benämnes Kalhaka (utgiven av Leopold von Schröder, 1900 ff.). Kathaka-upanishad har uppstått inom samma krets och hör till de märkligare upanishadtexterna med hänsyn till frågan om själens uppehållsort efter döden.